# Občina Gorišnica
Občina Gorišnica (slovinsky Občina Gorišnica, německy Gemeinde Sankt Margarethen in Gorischnitz) je jednou z 212 občin ve Slovinsku. Nachází se v Podrávském regionu na území historického Dolního Štýrska. Občinu tvoří 11 sídel, její rozloha je 29,1 km² a k 1. lednu 2017 zde žilo 3 968 obyvatel. Správním střediskem občiny je vesnice Gorišnica.

## Členění občiny
Občina se dělí na sídla: Cunkovci, Formin, Gajevci, Gorišnica, Mala vas, Moškanjci, Muretinci, Placerovci, Tibolci, Zagojiči, Zamušani.